# Dennis Maruk
Dennis Maruk (né le 17 novembre 1955 à Toronto dans la province d'Ontario au Canada) est un joueur professionnel canadien de hockey sur glace. Il évoluait au poste de centre.

## Biographie
Il commence à jouer au niveau junior dans l'Association de hockey de l'Ontario (OHA) avec les Marlboros de Toronto, 8 parties en 1971-1972, avant d'être échangé aux Knights de London. La saison suivante, il joue sa première saison complète chez les juniors et réalise un total de 113 points, dont 46 buts et 67 assistances, en 59 parties et remporte le premier gagnant du trophée de la famille Emms, qui récompense la recrue par excellence dans la AHO. En 1974-1975, il compte 145 points, dont 66 buts et 79 assistances, et termine au troisième rang de la ligue au niveau des points. Il se voit remettre le trophée Red-Tilson remis au joueur par excellence dans la ligue junior ontarienne.
Il est choisi au 21e rang, deuxième tour, par les Golden Seals de la Californie lors du repêchage amateur de la LNH 1975. Durant la même année, il est réclamé par les Crusaders de Cleveland lors du repêchage de l'AMH, ligue en concurrence avec la LNH. Il choisit la LNH et fait ses débuts professionnels en 1975-1976. À sa saison recrue dans la LNH, il marque 30 buts pour un total de 62 points avec les Golden Seals. L'équipe déménage après cette saison à Cleveland en Ohio pour devenir les Barons. Il termine comme meilleur pointeur des Barons à chacune de ses saison suivantes. Les Barons connaissent toutefois des problèmes financiers et fusionnent avec les North Stars du Minnesota, qui décident de protéger les droits sur Maruk lors d'un repêchage de dispersion.
Après seulement 2 matchs avec les North Stars, il est échangé début de saison aux Capitals de Washington contre un choix de premier tour lors du repêchage de 1979 qui s'avère être Tom McCarthy. Il s'établit au fil des saisons comme un des meilleurs joueurs des Capitals et en 1981-1982, il réalise 136 points, dont 60 buts et 76 assistances, établissant des records d'équipe pour le nombre de buts, d'assistances et de points en une saison,, et qui lui vaut une présence au match des étoiles de la ligue. La saison suivante, il ne réalise pas autant de points que la saison dernière, mais termine comme meilleur pointeur de l'équipe pour la troisième saison de suite et aide les Capitals à atteindre les séries éliminatoires de la Coupe Stanley pour la première fois de leur histoire.
Le 5 juillet 1983, il retourne avec les North Stars via transaction en étant échangé contre un choix de deuxième tour en 1984 (Steve Leach). Il joue les six saisons suivantes avec les North Stars avant de se retirer en 1989, après que ses deux dernières saisons soient marquées par des blessures au genou. Dix ans plus tard, en 1999, il sort momentanément de sa retraite en jouant en ligue mineure pour les Ice Pirates de Lake Charles dans la Western Professional Hockey League.
Il a représenté l'équipe du Canada lors des compétitions internationales. Il a pris part à quatre championnats du monde (1978, 1979, 1981, 1983) et a remporté la médaille de bronze lors des éditions de 1978 et 1983.

## Statistiques

### En club
| Saison     | Équipe                        | Ligue      |     | Saison régulière | Saison régulière | Saison régulière | Saison régulière | Saison régulière |    | Séries éliminatoires | Séries éliminatoires | Séries éliminatoires | Séries éliminatoires | Séries éliminatoires |
| Saison     | Équipe                        | Ligue      | PJ  | B                | A                | Pts              | Pun              | PJ               | B  | A                    | Pts                  | Pun                  |                      |                      |
| 1971-1972  | Marlboros de Toronto          | OHA        | 8   | 2                | 1                | 3                | 4                | -                | -  | -                    | -                    | -                    |                      |                      |
| 1972-1973  | Knights de London             | OHA        | 59  | 46               | 67               | 113              | 54               | -                | -  | -                    | -                    | -                    |                      |                      |
| 1973-1974  | Knights de London             | OHA        | 69  | 47               | 65               | 112              | 61               | -                | -  | -                    | -                    | -                    |                      |                      |
| 1974-1975  | Knights de London             | OMJHL      | 65  | 66               | 79               | 145              | 53               | -                | -  | -                    | -                    | -                    |                      |                      |
| 1975-1976  | Golden Seals de la Californie | LNH        | 80  | 30               | 32               | 62               | 44               | -                | -  | -                    | -                    | -                    |                      |                      |
| 1976-1977  | Barons de Cleveland           | LNH        | 80  | 28               | 50               | 78               | 68               | -                | -  | -                    | -                    | -                    |                      |                      |
| 1977-1978  | Barons de Cleveland           | LNH        | 76  | 36               | 35               | 71               | 50               | -                | -  | -                    | -                    | -                    |                      |                      |
| 1978-1979  | North Stars du Minnesota      | LNH        | 2   | 0                | 0                | 0                | 0                | -                | -  | -                    | -                    | -                    |                      |                      |
| 1978-1979  | Capitals de Washington        | LNH        | 76  | 31               | 59               | 90               | 71               | -                | -  | -                    | -                    | -                    |                      |                      |
| 1979-1980  | Capitals de Washington        | LNH        | 27  | 10               | 17               | 27               | 8                | -                | -  | -                    | -                    | -                    |                      |                      |
| 1980-1981  | Capitals de Washington        | LNH        | 80  | 50               | 47               | 97               | 87               | -                | -  | -                    | -                    | -                    |                      |                      |
| 1981-1982  | Capitals de Washington        | LNH        | 80  | 60               | 76               | 136              | 128              | -                | -  | -                    | -                    | -                    |                      |                      |
| 1982-1983  | Capitals de Washington        | LNH        | 80  | 31               | 50               | 81               | 71               | 4                | 1  | 1                    | 2                    | 2                    |                      |                      |
| 1983-1984  | North Stars du Minnesota      | LNH        | 71  | 17               | 43               | 60               | 42               | 16               | 5  | 5                    | 10                   | 8                    |                      |                      |
| 1984-1985  | North Stars du Minnesota      | LNH        | 71  | 19               | 41               | 60               | 56               | 9                | 4  | 7                    | 11                   | 12                   |                      |                      |
| 1985-1986  | North Stars du Minnesota      | LNH        | 70  | 21               | 37               | 58               | 67               | 5                | 4  | 9                    | 13                   | 4                    |                      |                      |
| 1986-1987  | North Stars du Minnesota      | LNH        | 67  | 16               | 30               | 46               | 52               | -                | -  | -                    | -                    | -                    |                      |                      |
| 1987-1988  | North Stars du Minnesota      | LNH        | 22  | 7                | 4                | 11               | 15               | -                | -  | -                    | -                    | -                    |                      |                      |
| 1988-1989  | Wings de Kalamazoo            | LIH        | 5   | 1                | 5                | 6                | 4                | -                | -  | -                    | -                    | -                    |                      |                      |
| 1988-1989  | North Stars du Minnesota      | LNH        | 6   | 0                | 1                | 1                | 2                | -                | -  | -                    | -                    | -                    |                      |                      |
| 1998-1999  | Ice Pirates de Lake Charles   | WPHL       | 6   | 0                | 2                | 2                | 4                | 3                | 0  | 0                    | 0                    | 2                    |                      |                      |
| Totaux LNH | Totaux LNH                    | Totaux LNH | 888 | 356              | 522              | 878              | 761              | 34               | 14 | 22                   | 36                   | 26                   |                      |                      |

### En équipe nationale
| Année | Équipe | Compétition          |    | PJ | B | A | Pts | Pun                |  | Résultat |
| 1978  | Canada | Championnat du monde | 10 | 6  | 1 | 7 | 2   | Médaille de bronze |  |          |
| 1979  | Canada | Championnat du monde | 7  | 1  | 1 | 2 | 2   | 4e place           |  |          |
| 1981  | Canada | Championnat du monde | 8  | 5  | 3 | 8 | 6   | 4e place           |  |          |
| 1983  | Canada | Championnat du monde | 10 | 4  | 3 | 7 | 4   | Médaille de bronze |  |          |

## Trophées et honneurs personnels
- 1972-1973 : remporte le trophée de la famille Emms de la meilleure recrue de la OHA.
- 1974-1975 : remporte le trophée Red-Tilson du joueur par excellence de la OHA.
- 1977-1978 : participe au 31e Match des étoiles de la LNH.
- 1981-1982 : participe au 34e Match des étoiles de la LNH.